# Castelo romano de Vale de Mértola
O Castelo de Vale de Mértola é um sítio arqueológico no Município de Castro Verde, na região do Baixo Alentejo, em Portugal.

## Descrição e história
No local foram encontrados os vestígios de um Castellum, uma pequena fortificação romana, situada no topo de um cerro, e de uma possível necrópole. Foi descoberta uma grande quantidade de materiais de construção romanos, peças de cerâmica em Terra sigillata, moedas, fragmentos de ânforas, e vários vidros.
O sítio terá sido ocupado inicialmente na Idade do Ferro, e posteriormente em duas fases durante o período romano: primeiro desde o imperialato de Augusto a Nero, e depois no século III.
Em 1981 foram feitos trabalhos arqueológicos no Castelo de Vale de Mértola, durante um programa de investigação de várias fortificações romanas no concelho de Castro Verde, tendo sido descobertos vários vestígios de muralhas e de pelo menos um edifício. Em 1995 foi feito o levantamento do local, tendo sido registada a presença de restos de várias estruturas, e em 2016 foi novamente alvo de investigações, como parte da elaboração da Carta Arqueológica de Castro Verde.